# ليفيدي
ليفيديون (Λεβίδιον) هي مدينة في أركاديا في مقاطعة كينتريكي إلادا في اليونان.